# Тхапа, Сурья Бахадур
Сурья Бахадур Тхапа (англ. Surya Bahadur Thapa, непальск. सूर्य बहादुर थापा; 21 марта 1928, Муга, район Дханкута, Королевство Непал — 15 апреля 2015, Дели, Индия) — непальский государственный деятель, пять сроков занимавший пост Премьер-министр Непала; его политическая карьера длилась более 50 лет.

## Политическая карьера
Его политическая карьера началась с подавления им в качестве политического деятеля, приближённого к королю, студенческого движения против существующего на тот момент режима семьи Рана в 1950 году.
Через восемь лет, в 1958 году, был избран в королевский совет.
В 1960 году был назначен министром сельского хозяйства, природопользования и промышленности в только что сформированном правительстве Панчаята. Пробыв на этом посту два года, он становится министром экономики и финансов. Год спустя был назначен председателем Совета министров, то есть премьер-министром Непала. В 1960-х гг. занимал этот пост дважды — на короткий период с 1964 по 1965 год — на посту его сменил Тулси Гири.
В 1972 году предложил принять королевскую резолюцию, которая бы внесла некоторые демократические изменения в существующий строй. Однако это предложение не было принято, политический деятель был арестован и помещён в тюрьму, где провёл пять лет. В 1974 году объявил голодовку: которая продолжалась 21 день, требуя политических реформ в стране.
После массовых демократических демонстраций 1979 года был вновь назначен премьер-министром Непала. На тот момент он был единственным государственным деятелем, который был способен справиться со сложившейся политической ситуацией — система Панчаята ослабла, а студенческие движения против неё, наоборот, усиливались. Имея опыт подавления студенческих волнений 1950 года, он сумел не только нейтрализовать протесты, но и устранил причину их возникновения, модернизировав саму систему Панчаята. Этот его, третий по счёту, срок является самым долгим и считается самым эффективным.
В июле 1983 года, после вотума недоверия правительству покинул пост премьер-министра, но остался в политике, продолжая активно комментировать политические процессы, происходящие в стране. Стал достаточно популярным политическим деятелем и в 1990 году, когда в Непале был совершён переход к многопартийности, создав и возглавив партию Ратрил Праханта, которая позиционировала себя как монархистская.
В 1994 году впервые участвовал в демократических выборах от этой партии, в результате которых стал депутатом нижней палаты парламента, а три года спустя (в 1997) был снова назначен на пост премьер-министра.
В 1998 году заявил о своей отставке с этого поста, начал готовиться к выборам и в 1999 году был переизбран в нижнюю палату, но уже от Национальной демократической партии (Растрия Праджатантра).
В июне 2003 года вновь назначен премьер-министром Непала, одновременно являлся министром обороны, внутренних и иностранных дел. После отказа маоистов от плана примирения, включавшего 75 пунктов, продолжил военные действия в ходе Гражданской войны в Непале. Этот срок его пребывания во главе правительства отмечен активным участием Непала в мировой политической жизни, в том числе вступлением во Всемирную торговую организацию.
В мае 2004 года, пробыв в этот раз на посту премьер-министра меньше года, заявил о своей отставке в пятый и последний раз. Тем не менее продолжал участвовать в политической жизни страны и до последних дней, но уже в качестве представителя своей новой партии — Партии национальной независимости (Растрия Джанашакти).
Умер 15 апреля 2015 года в возрасте 87 лет в Дели, Индия, от дыхательной недостаточности во время операции. У него остались три дочери и сын Сунил Бахадур Тапа, бывший министр торговли и снабжения.